# Določeni integral
Določeni integral je matematična operacija. Izračunamo ga tako, da najprej izračunamo nedoločeni integral, nato pa še vstavimo gornjo in spodnjo mejo. Geometrijski pomen določenega integrala je ploščina pod integrirano funkcijo.

## Definicija
Naj bo {\displaystyle f\,} funkcija ene spremenljivke, na zaprtem intervalu {\displaystyle [a,b]} definirana in omejena funkcija. Označimo z {\displaystyle D} delitev intervala {\displaystyle [a,b]}, ki je množica {\displaystyle n} delilnih točk:
{\displaystyle D=\left\{a=x_{0}<x_{1}<x_{2}<\ldots <x_{n-1}<x_{n}=b\right\}}
Takšna delitev razdeli interval {\displaystyle \,[a,b]} na {\displaystyle \,n} podintervalov {\displaystyle [x_{k-1},x_{k}]\,} za {\displaystyle k=1,2,\ldots ,n}. Dolžina k-tega podintervala je {\displaystyle \Delta x_{k}=x_{k}-x_{k-1}\,}. Označimo z {\displaystyle \max \,\Delta x_{k}} maskimalno izmed dolžin podintervalov. To je:
{\displaystyle \max \Delta x_{k}=\max \left\{\Delta x_{1},\Delta x_{2},\ldots ,\Delta x_{n}\right\}}
Določeni integral integrabilne funkcije {\displaystyle f\,} na zaprtem intervalu {\displaystyle [a,b]\,} je:
{\displaystyle \int _{a}^{b}f(x)\,\mathrm {d} x=\lim _{\max \Delta x_{k}\rightarrow 0}\sum _{k=1}^{n}f(\xi _{k})\Delta x_{k}},
Ali z besedami: če limita obstaja in je neodvisna od izbire delitve ali vmesnih točk {\displaystyle \xi _{k}}, potem je enaka določenemu integralu funkcije na danem intervalu.
Meji intervala sta meji integracije, določata integracijski interval. Meji a rečemo spodnja meja, meji b pa zgornja meja integrala. x je integracijska spremenljivka. Določeni integral pozitivne funkcije na danem intervalu je ploščina krivočrtnega lika med funkcijo in osjo x na tem intervalu.

## Razlog za obstoj limite (integrabilnost funkcije)
Poglejmo, kako se obnaša ta vsota, ko delamo bolj fine delitve. Definirajmo infimume (minimume) in supremume (maksimume) funkcije na podintervalih pri dani delitvi in nato tvorimo zgornjo in spodnjo vsoto. Bodi torej:
{\displaystyle M_{k}=\sup \left\{f(x);\;x\in [x_{k-1},x_{k}]\right\}}
največja vrednost funkcije na intervalu {\displaystyle [x_{k-1},x_{k}]\,},
{\displaystyle m_{k}=\inf \left\{f(x);\;x\in [x_{k-1},x_{k}]\right\}}
najmanjša vrednost funkcije na intervalu {\displaystyle [x_{k-1},x_{k}]\,}.
Ter še dodatno, največja vrednost funkcije na celotnem intervalu {\displaystyle [a,b]\,} {\displaystyle M\,} ter najmanjša vrednost funkcije na istem intervalu {\displaystyle m}.
Zgornja vsota funkcije {\displaystyle f\,} pri delitvi {\displaystyle D\,} je potem:
{\displaystyle S(f,D)=\sum _{k=1}^{n}M_{k}\Delta x_{k}}
in spodnja vsota:
{\displaystyle s(f,D)=\sum _{k=1}^{n}m_{k}\Delta x_{k}}
Vedno velja, da je {\displaystyle m\leq m_{k}\leq f(\xi _{k})\leq M_{k}\leq M}, zato tudi:
{\displaystyle m(b-a)\leq s(f,D)\leq \sum f(\xi _{k})\Delta x_{k}\leq S(f,D)\leq M(b-a)}
Pri izbiri druge delitve {\displaystyle D'\,}, intervala {\displaystyle [a,b]} velja glede na prejšnjo delitev dvoje:
- {\displaystyle s(f,D)\leq s(f,D')\leq S(f,D')\leq S(f,D)}, če je {\displaystyle D'\,} finejša od {\displaystyle D\,} in
- {\displaystyle s(f,D)\leq S(f,D').}

Vedno je zgornja vsota večja od spodnje in pri izbiri finejše delitve postaja spodnja vsota večja, zgornja pa manjša. Pri izbiri finejše delitve se moreta spodnja in zgornja vsota približevati neki vrednosti. Mislimo si, da vsaki delitvi intervala funkciji pripada neka spodnja in zgornja vsota. Pri več delitvah imamo množici zgornjih in spodnjih vsot. Če je najmanjša med zgornjimi vsotami enaka največji med spodnjimi vsotami, potem imenujemo funkcijo integrabilno na intervalu {\displaystyle [a,b]}. Povejmo tale pogoj za integrabilnost funkcije:
Funkcija {\displaystyle f} je integrabilna na {\displaystyle [a,b]\,} če in samo če za vsako pozitivno število {\displaystyle \varepsilon } obstaja takšna delitev intervala {\displaystyle [a,b]\,}, da je:
{\displaystyle S(f,D)-s(f,D)<\varepsilon }.
Vsaka zvezna funkcija je integrabilna. Vsaka monotona funkcija (venomer naraščajoča ali padajoča) je integrabilna. Vsaka odsekoma zvezna omejena funkcija je integrabilna.

## Zgled neposrednega računanja integralov
Izračunajmo ploščino lika, ki ga ograja funkcije {\displaystyle x} na intervalu {\displaystyle [0,1]}.
Naredimo enakomerno delitev intervala (čeprav to ni pomembno), tako da ga razdelimo na {\displaystyle n} enakih delov dolžine {\displaystyle (b-a)/n}. Za točke {\displaystyle \xi _{k}} vzamemo sredinske točke intervalov in tvorimo vsoto:
{\displaystyle {\begin{aligned}\Psi &=\sum _{k=1}^{n}f(\xi _{k})\Delta x_{k}=\sum _{k=1}^{n}f\left({\frac {x_{k}+x_{k-1}}{2}}\right)\left(x_{k}-x_{k-1}\right)=\sum _{k=1}^{n}\left({\frac {x_{k}+x_{k-1}}{2}}\right)\left(x_{k}-x_{k-1}\right)\\&=\sum _{k=1}^{n}{\frac {1}{2}}\left(x_{k}^{2}-x_{k-1}^{2}\right)\end{aligned}}}
Kjer je {\displaystyle x_{k}-x_{k-1}} kar širina intervala {\displaystyle (b-a)/n}. Vsoto malo razvijemo in vidimo, da se vsi členi razen drugega in predzadnjega uničijo. Tako je:
{\displaystyle \Psi ={\frac {1}{2}}\left(b^{2}-a^{2}\right)}
Integral je limita:
{\displaystyle \int _{a}^{b}x\,\mathrm {d} x=\lim _{\max \Delta x_{k}\rightarrow 0}{\frac {1}{2}}\left(b^{2}-a^{2}\right)={\frac {1}{2}}\left(b^{2}-a^{2}\right)}
Kar znese v našem primeru {\displaystyle 1/2}.